# Albert Doberenz
Karl Albert Doberenz (* 10. November 1811 in Pegau in Sachsen; † 30. Januar 1878 in Hildburghausen) war ein deutscher Schulleiter und Klassischer Philologe.

## Leben

### Familie
Albert Doberenz war der Sohn des Zimmermanns Johann Friedrich Doberenz und dessen Ehefrau Johann Regine (geb. Ranft).
Er war seit dem 8. September 1839 mit Anastasia (geb. Wagner) aus Hildburghausen, verheiratet; gemeinsam hatten sie zwei Töchter.

### Werdegang und schriftstellerisches Wirken
Nach dem Besuch der Fürstenschule (siehe Gymnasium St. Augustin) in Grimma von 1826 bis 1832, studierte Albert Doberenz von 1832 bis Anfang 1837 an der Universität Leipzig Philologie und hörte unter anderem Vorlesungen bei Gottfried Hermann, Reinhold Klotz und Anton Westermann; er promovierte  am 9. Februar 1837 zum Dr. phil. Zu seinen Kommilitonen gehörten unter anderem Karl Friedrich Ameis, Rudolf Dietsch, Hermann Köchly, Otto Kreussler (1813–1897) und Johann Friedrich Palm.
Auf Empfehlung von Gottfried Hermann, den er als Mitglied von dessen Griechischer Gesellschaft näher kennengelernt hatte, wurde er als Gymnasiallehrer an das Gymnasium (siehe Gymnasium Georgianum) nach Hildburghausen berufen; am 15. Februar 1837 begann er mit seiner Lehrtätigkeit. Im Oktober 1840 wurde er Klassenlehrer der Quinta, Im Juli 1844 der Quarta, im August 1846 der Tertia; am 17. Dezember 1846 erhielt er den Titel Professor.
Aufgrund der Erkrankung des Rektors Diedrich Rudolf Stürenburg, der einen längeren Urlaub erhalten hatte, wurden ihm im November 1853 die Direktion des Gymnasiums und das Amt des Klassenlehrers der Prima interimistisch übertragen, bis er, nach der Pensionierung von Diedrich Rudolf Stürenburg, am 2. Mai 1856 zum Rektor ernannt wurde.
In seiner Zeit als Rektor des Gymnasiums wurde durch das Staatsministerium in Meiningen mitgeteilt, dass der Landtag zum Neubau eines Gymnasiums 90.000 Mark zu bewilligen bereit sei, wenn die Stadt Hildburghausen einen Beitrag von 30.000 Mark leisten würde. Dem stimmte die Stadt zu. Am 17. Juli 1876 wurde der Grundstein gelegt und das neuerbaute Gymnasium am 4. September 1877 eingeweiht; es erhielt den Namen Georgianum.
Albert Doberenz veröffentlichte vier Schulprogramme sowie eine Schulausgabe Ausgewählter Reden des Demosthenes, die in drei Heften von 1848 bis 1851 erschienen, eine Schulausgabe der Commentarii de hello gallico sowie de hello civili des Cäsar mit deutschen Anmerkungen in der Teubnerschen Sammlung (siehe B. G. Teubner Verlag), die jeweils in mehreren Auflagen erschienen.

## Ehrungen und Auszeichnungen
Albert Doberenz erhielt 1867 das Prädikat Hofrat.
Am 7. Dezember 1872 wurde er mit dem Ritterkreuz II. Klasse des Herzoglich Sachsen-Ernestinischen Hausordens ausgezeichnet.

## Schriften (Auswahl)
- Observationes Demosthenicae. Leipzig, 1836 (Digitalisat).
- Anmerkungen zu der Rede des Demosthenes über die Angelegenheiten im Chersones. 1844 (Digitalisat).
- Ausgewählte Reden des Demosthenes. 
  - 1. Heft. Halle, 1848 (Digitalisat).
  - 2. Heft.
  - 3. Heft.
- Zur Frage über den Umfang der altclassischen Lectüre. Hildburghausen, 1850 (Digitalisat).
- C. Julii Caesaris commentarii de bello gallico. Leipzig, 1857 (2. Auflage) (Digitalisat).
- C. Iulii Caesaris De Bello Civili. Leipzig, 1863 (2. Auflage) (Digitalisat).
- Interpretationes Homericae. Hildburghausen, 1862 (Digitalisat).
- Stoffe zum Memoriren und Repetiren. 1872.